# Frederic Kipping
Frederic Stanley Kipping FRS (16 de agosto de 1863 – 1 de mayo de 1949) era un químico británico. Fue un pionero de la investigación sobre polímeros de silicio y acuñó la palabra silicona.

## Vida
Nacido en Mánchester, Inglaterra, era el hijo de James Kipping, funcionario del Banco de Inglaterra, y de Julia Du Val, hija del pintor Charles Allen Du Val. Estudió en la Escuela de Gramática de Mánchester antes de matricularse en 1879 en la Universidad Owens (actual universidad de Mánchester) en un grado externo de la universidad de Londres. Después de trabajar para la compañía gasista local durante un breve periodo, marchó en 1886 a Alemania para trabajar bajo la dirección de William Henry Perkin Jr. en los laboratorios de Adolf von Baeyer en la universidad de Múnich.
De vuelta en Inglaterra obtuvo un cargo como demostrador de Perkin, que había sido nombrado profesor en la Universidad Heriot-Watt de Edimburgo. En 1890, Kipping fue nombrado demostrador jefe de química para el institutoCity and Guillds de Londres, donde trabajó para el químico Henry Edward Armstrong. En 1897 se trasladó mueva a la Universidad College de Nottingham como profesor del departamento de química, donde sería nombrado el primer profesor de química Sir Jesse Boot en 1928. Permaneció allí hasta su jubilación en 1936.

## Obra
Kipping fue un pionero en el desarrollo de polímeros de silicio (siliconas) en Nottingham. Inició el estudio de los compuestos orgánicos de silicio (organosilicio) y acuñó el término silicona. Su investigación formó la base para el desarrollo de la goma sintética y las industrias de lubricantes basados en la silicona. También fue coautor junto con su cuñado Perkin de un libro de texto sobre química orgánica (Química Orgánica, Perkin y Kipping, 1899).
Recibió la medalla Longstaff (actual premio Longstaff) de la Sociedad de Química (actual Sociedad Real de Química) en 1909.
Fue elegido un Socio de la Sociedad Real en junio de 1897. Fue galordonado con la medalla Davy de dicha institución en 1918 e impartió su lectura Bakeriana en 1936.

## Familiar
Se retiró en 1936 y murió en Criccieth, Gales. Se había casado con Lilian Holland en 1888, una de tres hermanas casadas con eminentes químicos como Arthur Lapworth y William Henry Perkin Jr.. Tuvieron cuatro niños que incluían a Cyril Henry Stanley, famoso ajedrecista y jefe de estudios de la escuela para chicos de Wednesbury, y Frederick Barry también químico y que editó el libro de Química Orgánica de su padre.